# Terry Rance
Terry Rance, né le 17 septembre 1953, était le tout premier guitariste du groupe de heavy metal traditionnel britannique Iron Maiden de 1975 à 1976, participant quand même au tout premier concert du groupe au "Cart and Horses" de Stratford en mai. Il fut remplacé par Bob Sawyer.